# Мика-2
Футбольный клуб «Ми́ка-2» (арм. Ֆուտբոլային Ակումբ „Միկա-2“ Երևան) — армянский футбольный клуб из Еревана, основанный в 2001 году в Аштараке.

## Прежние названия
- 2001 — «Касах» Аштарак
- 2002—2007 — «Мика-2» Аштарак
- с 2007 — «Мика-2» Ереван

## История
В 2001 году воссоздаётся клуб под названием «Касах», под которым прежде выступала главная команда «Мика». Он заявился в Первую лигу, где после первого этапа занял 5-е место, а на втором этапе за 5-7-е места финишировал на 6-м месте, сохранив прописку на следующий сезон.
Являясь клубом, входящим в структуру ООО «Мика», в начале 2002 года переименовывается в «Мику-2». В первенстве-2002 команда в гостях регулярно проигрывала матчи, лишь дома набирая очки, но после 15 проведённых игр она снялась с турнира (в оставшихся матчах ей были засчитаны поражения со счётом 0:3).

## Достижения
Серебряный призёр Первой лиги (3)2007, 2011, 2012/13

## Тренерский штаб
- Главный тренер —  Акоп Мкрян
- Тренер —  Спартак Хачатрян
- Тренер —  Ерванд Крбашян
- Доктор —  Карен Степанян
- Массажист —  Самвел Овсепян

## Главные тренеры клуба
- Альберт Сафарян (2001)
- Арамаис Тоноян (2002 — ?)
- Армен Шахгельдян (2008 — 2010)
- Акоп Мкрян (2010 — 2011)
- Армен Шахгельдян (2011 — ?)